# Crossotus argenteus
Crossotus argenteus là một loài bọ cánh cứng trong họ Cerambycidae.